# Опиоидная эпидемия
Опио́идная эпидемия (опиоидный кризис) — растущее число смертей вследствие бесконтрольного употребления опиоидных анальгетиков. В середине 1990-х годов препараты опиоидной группы стали широко использоваться в США для купирования острой и хронической боли. В большой степени этому способствовали фармацевтические компании, которые проводили рекламные кампании по продвижению якобы «безопасных» обезболивающих и стимулировали врачей выписывать эти лекарства.
В 2017 году в США передозировка опиоидных лекарственных средств, отравления героином и фентанилом были признаны критической проблемой государства. В 2023 году растущей угрозой также был признан ксилазин. По данным агентства США по контролю и профилактике заболеваний, ежедневно от передозировки опиоидов в США умирает более 100 человек. По экспертным оценкам, в течение следующих десяти лет от передозировок опиоидами в США может погибнуть около 500 тысяч человек.
Дэвид Кесслер, возглавлявший Управление по санитарному надзору за качеством пищевых продуктов и медикаментов (FDA) США в годы, когда оксикодон был рекомендован к применению как анальгетик, впоследствии назвал опиоидный кризис «непредвиденной эпидемией» и одной из тяжелейших ошибок современной медицины.
В докладе Управления ООН по наркотикам и преступности 2018 года отмечается, что опиоидный кризис охватывает не только США, но становится глобальной проблемой. Свыше трёх четвертей смертей в результате употребления наркотических препаратов в мире вызваны опиатами. Поставки дешёвых и доступных опиатов вызывают резкий рост потребления в регионах, ранее не затронутых опиоидным кризисом.

## Причины опиоидной эпидемии в США
В 1970-х годах на рынке США появились опиоидные анальгетики Викодин и Перкоцет. В то время врачи старались использовать опиоиды в медицинской практике редко и краткосрочно, опасаясь высоких рисков зависимости у пациентов. В 1990-х годах группа врачей заявила, что из-за осторожного отношения к опиоидам, множество людей в США страдают от боли и не получают необходимого обезболивающего. Они утверждали, что риски зависимости в случае употребления опиоидов в медицинской практике сильно преувеличены. Эти врачи начали кампанию за расширение применения опиоидов для обезболивания. Фармкомпании в свою очередь выпускали новые виды лекарственных опиоидов и активно рекламировали свои препараты как безопасные и не вызывающие зависимость.
В результате кампании по продвижению изменились стандарты и практики назначения опиоидов. Количество выписанных по рецепту опиоидов за период с 1991 год по 2011 год увеличилось в три раза: с 76 миллионов в год до 219 миллионов в год:43.
Со временем стало ясно, что заявления о низких рисках зависимости от опиоидов были научно не обоснованы и не соответствовали действительности. Из-за упростившегося доступа к лекарственным опиоидам возрастающее количество людей начали злоупотреблять ими, использовать их в рекреационных целях. Увеличился уровень употребления уличного героина. Из-за низкой цены на героин переходят люди, ставшие зависимыми от лекарственных опиоидов.

### Лечение и эффекты во время пандемии COVID-19
После небольшого снижения смертности от опиоидов в 2017—2018 годах в США в 2019 году увеличилась смертность от передозировки, в основном из-за увеличения немедицинского использования фентанила. Вмешательство пандемии COVID-19 в системы социальной безопасности и здравоохранения, вероятно, усилило эпидемию опиоидов. Американские СМИ на национальном уровне, уровне штатов и на местном уровне делают вывод о росте смертности от передозировки. Но нет национальной системы отчетности о смертности от передозировки, чтобы подтвердить эти отчеты. Выводы о связи между увеличением числа смертей от передозировки и пандемией COVID-19 потребуют дополнительных исследований.
Кроме того, пандемия COVID-19 ознаменовала начало политики здравоохранения, которая, если она будет принята на постоянной основе, может не только уменьшить влияние пандемии на передозировки, но и сделать общее лечение расстройства, связанного с употреблением опиоидов, более эффективным за счет устранения препятствий к ранее доказанным методам лечения этих расстройств.

## Волны опиоидной эпидемии в США
Центр по контролю и профилактике заболеваний (CDC) описывает эпидемию опиоидов в США как состоящую из трех волн. Однако недавние исследования указывают на то, что с 2016 года США переживают уже четвертую волну опиоидной эпидемии. Эпидемия началась с чрезмерного назначения и злоупотребления рецептурными препаратами. Однако по мере того, как рецептурные препараты стали менее доступными в 2016 году в связи с введением руководящих принципов CDC по назначению опиоидов, вырос спрос и доступность более дешевых нелегальных опиоидов, таких как героин и фентанил.  